# Carlos Pérez (beisbolista)
Carlos Gross Pérez (nacido el 14 de abril de 1971 en Nigua) es un lanzador dominicano que jugó en las Grandes Ligas de Béisbol. Pérez es hermano de los exjugadores de Grandes Ligas Mélido Pérez, Pascual Pérez y de ligas menores Darío Pérez.

## Carrera
Pérez firmó con los Expos de Montreal como amateur en 1988. Después de ser un lanzador estelar en su temporada de debut en 1995, la carrera de Pérez parecía muy prometedora. Sin embargo, pronto sufrió una inoportuna y devastadora lesión que le obligó a perderse toda la temporada de 1996. Después de la rehabilitación, Pérez se reincorporó a los Expos en 1997, pero aún muestrando sus condiciones de estella. Después de varios meses de producción en la temporada de 1998, Pérez fue traspasado a los Dodgers de Los Ángeles el 31 de julio junto con Hiram Bocachica y Mark Grudzielanek por Peter Bergeron, Wilton Guerrero, Ted Lilly, y Jonathan Tucker.
En el momento en que se convirtió en un Dodger, su prometedor potencial anterior por ser un lanzador dominante zurdo de Grandes Ligas fue rápidamente decayendo. La frustración fue creciendo y Pérez lanzó sus dos peores temporadas en 1999 (2-10 en sólo 16 aperturas) y el año 2000 fue relegado al bullpen (después de toda una carrera como abridor). 
Pérez es conocido por ser un jugador muy animado, sobre todo cuando estaba en el montículo. A partir de su año de novato, después de cada ponche (y a veces incluso después de cada strikes), Pérez hacía movimientos espásticos; por lo general agitando un brazo en el aire mientras agachado muy cerca del suelo y saltando en un semicírculo (en el caso de un ponche, Pérez reaccionaba conjuntamente con el umpire que decretaba el ponche). A veces los bateadores lo tomaban como una ofensa personal mientras que otros se dieron cuenta o sabían que era sólo una parte de su rutina.

### Estadísticas de bateo
Pérez conectó cuatro jonrones, dos triples y ocho dobles en sus 250 turnos oficiales al bate.

## Liga Dominicana
Pérez fue reclutado en la Liga Dominicana por los Toros del Este y debutó en 1993. También jugó con los Tigres del Licey y es el cuarto jugador con más apariciones en playoff con 66 después de Darío Veras (85), Julián "Satanás" Heredia (80) y Ramón Arturo Peña (74). Además se encuentra en la cuarta posición del club de jugadores del equipo Tigres del Licey que han superado las 30 victorias: Guayubín Olivo con 86 (primero), Pedro Borbón con 56 (segundo), Federico "Chichí" Olivo con 37 (tercero), y Balbino Gálvez con 31 (quinto). Actualmente juega para los Leones del Escogido.
Hasta el 29 de diciembre de 2010 tenía récord de 33 victorias y 14 derrotas.